# Amt Gifhorn

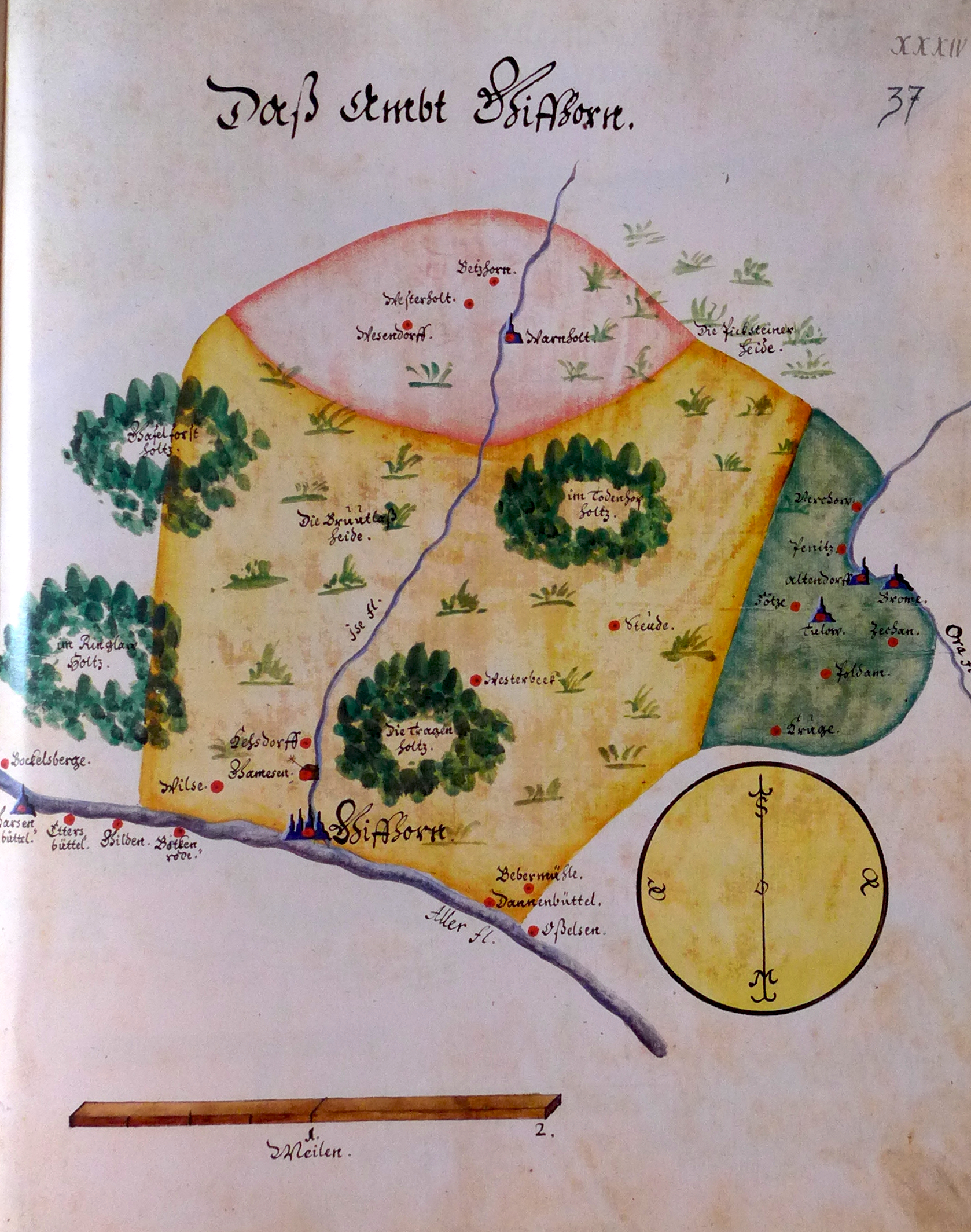
Das Amt Gifhorn im Ämteratlas des Fürstentums Lüneburg, um 1600

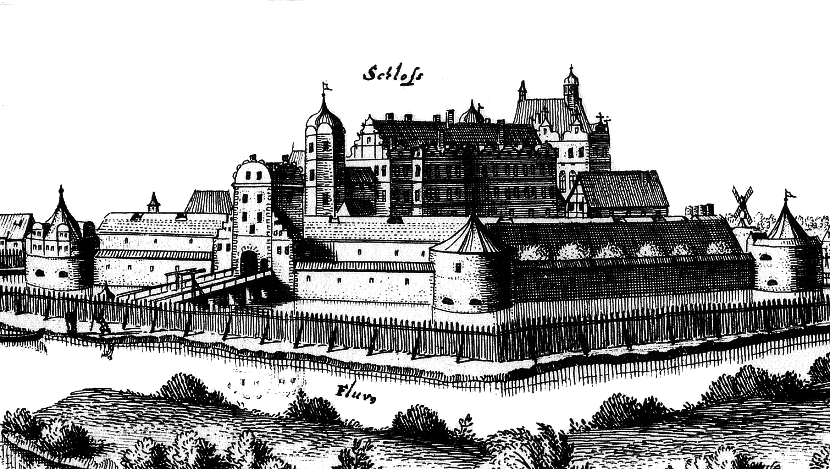
Das Schloss in Gifhorn, Sitz der Amtsverwaltung, auf einem Merian-Stich (vor 1653)

Das Amt Gifhorn war ein historisches Verwaltungsgebiet des Fürstentums Lüneburg, später des Königreichs Hannover bzw. der preußischen Provinz Hannover. Sitz der Verwaltung war Schloss Gifhorn.

## Geschichte
Gifhorn ist alter welfischer Besitz und entwickelte sich seit dem 13. Jahrhundert zum Herrschaftszentrum für den Bereich an der oberen Aller. Die Burg Gifhorn war die stärkste Festung zwischen den Machtzentren in Celle und Braunschweig. 1265 ist für sie erstmals ein herzoglicher Vogt belegt, der den Landesherrn in den umliegenden Gogerichten zu Rötgesbüttel (Papenteich), Hankensbüttel (Heidemark) und Gifhorn vertrat. Seit 1409 gehörte das Amt Gifhorn dauerhaft zum Fürstentum Lüneburg, war aber bis 1520 häufig verpfändet und diente zeitweilig als Witwensitz. Unter Herzog Franz war es von 1529 bis 1549 Residenz einer welfischen Nebenlinie.
1799 wurden die Gografschaft Hankensbüttel und die Vogtei Steinhorst abgetrennt und dem Amt Isenhagen zugeschlagen. Im Jahr 1824 zeigte das Statistische Handbuch des Königreichs Hannover die folgende Aufteilung des Amtes Gifhorn: 
1) der Heidmark-District auf der Nordseite der Aller mit 674 Feuerstellen (davon 220 städtische):
- das Städtlein Gifhorn einschließlich des Schlosses, des Vorwerks Exberg, einer Windmühle, der ehemaligen Walkemühle und einiger Vorbürger
- die Hausvogtei Gifhorn mit den Dörfern Bevermühle, Bockelberge, Dannenbüttel, Ettenbüttel, Gamsen, Gilde, Kästorf, Krümme, Neubockel, Neudorf, Platendorf, Stüde, Westerbeck und Wilsche; der Fabrik Triangel oder Gifhorner Glashütte; dem Zollhaus Betgenrode oder Breneckenbrück; dem Forsthaus Dragen, dem Vorwerk Dagebrück und dem einzelnen Haus Neuehaus
- die Vogtei Wahrenholz mit dem Pfarrdorf Wahrenholz; den Dörfern Betzhorn, Wesendorf und Westerholz und der Mühle Weisenberg
- das Boldeckerland mit dem Pfarrdorf Jeimke; den Dörfern Barwedel, Bockenstorf, Grussendorf, Osloss, Tappenbeck und Weyhausen mit Vogelmühle

2) der Pappenteich auf der Südseite der Aller mit 748 Feuerstellen:
- die Obergohgräfschaft Röttgesbüttel mit den Pfarrdörfern Didderse, Leiferde, Ribbesbüttel und Groß Schwülper; den Dörfern Adenbüttel, Dalldorf, Eickhorst, Harxbüttel, Hillerse, Lagesbüttel, Rethen, Rolfsbüttel, Rothemühle, Klein Schwülper,  Volkse, Vollbüttel, Vordorf, Walle, Warmbüttel und Winkel; dem Landgut Warxbüttel, den Forsthäusern Drüffelbeck und Hundsholz; den Wirtshäusern Hülperode oder Neuekrug und Sandkrug bei Didderse; der Abdeckerei Teichhaus und der Mühle Eilersmühle, auch Frickenmühle genannt
- die Untergohgräfschaft Röttgesbüttel mit den Pfarrdörfern Essenrode, Isenbüttel und Meine mit Zellberg; den Dörfern Abbesbüttel, Allenbüttel, Allerbüttel, Ausbüttel, Bechtsbüttel, Brunsbüttel, Calberlah, Edesbüttel, Grassel, Gravenhorst, Jelpke, Ohnhorst, Röttgesbüttel mit Schierenbalken, Wasbüttel, Wedelheine, Wedesbüttel, Wettmershagen und Wendebrück; dem Adeligen Gut Martinsbüttel; dem Forsthaus Bullerhaus; dem einzelnen Hause Meinersand und der Rischmühle und Wendemühle

1841 kam die Vogtei Wahrenholz an das Amt Knesebeck (1852 ebenfalls an Isenhagen). Im Zuge der Aufhebung der Patrimonialgerichtsbarkeit wurde 1848 das Boldeckerland in das Amt Fallersleben eingegliedert. Das übrige Amt wurde 1852 bei der Trennung von Justiz und allgemeiner Verwaltung (1852) in die Ämter Gifhorn und Papenteich (mit Sitz in Gifhorn) aufgeteilt, 1859 jedoch wieder vereinigt. Seit 1852 war die Stadt Gifhorn amtsfrei.
Gemeinsam mit den Ämtern Fallersleben, Isenhagen und Meinersen sowie der amtsfreien Stadt Gifhorn bildete das Amt Gifhorn ab 1867 den Steuerkreis Gifhorn. 1885 wurde das Amt in die Kreisverfassung überführt.

## Umfang
Bei seiner Aufhebung (1885) umfasste das Amt folgende Gemeinden:
| - Abbesbüttel (*) - Adenbüttel (*) - Allenbüttel (*) - Allerbüttel (*) - Ausbüttel (*) - Bechtsbüttel (*) - Bokel - Brunsbüttel (*) - Calberlah (*) - Dalldorf - Dannenbüttel - Didderse (*) - Edesbüttel (*) | - Eickhorst (*) - Essenrode (*) - Ettenbüttel - Gamsen - Grassel (*) - Gravenhorst (*) - Groß Schwülper (*) - Harxbüttel (*) - Hillerse - Isenbüttel (*) - Jelpke (*) - Kästorf - Klein Schwülper (*) | - Lagesbüttel (*) - Leiferde - Martinsbüttel (*) - Meine (*) - Neudorf-Platendorf - Ohnhorst (*) - Rethen (*) - Ribbesbüttel - Rötgesbüttel (*) - Rolfsbüttel (*) - Stüde - Triangel - Volkse | - Vollbüttel - Vordorf (*) - Walle (*) - Warmbüttel - Warxbüttel (*) - Wasbüttel (*) - Wedelheine (*) - Wedesbüttel (*) - Westerbeck - Wettmershagen (*) - Wilsche - Winkel |

(*) 1852–1859 zum Amt Papenteich
- Karte mit allen verlinkten Seiten:
- OSM |
- WikiMap

## Amtmänner
- vor 1648: Wulbrand von Dassel (1589–1648), Amtmann
- 1784–1788: Georg Johann Christian von Ramdohr (1745–1805) als Amtsschreiber (2. Beamter)
- Johann Georg Magnus (1765–1802), Amtsschreiber
- 1818–1833: Friedrich von Uslar, Amtmann, ab 1828 Oberamtmann
- 1834: vakant
- 1835–1858: Johann Conrad Eggers, Amtmann, ab 1853 Oberamtmann
- 1859–1866: Wilhelm Otto Adolf Schneider, Amtmann
- (1867) 1868–1872: Carl von Arnim, Amtmann und Kreishauptmann
- 1873–1879: Theodor Eilers, Amtmann und Kreishauptmann
- (1880) 1882–1884, Ernst Mejer, Amtmann und Kreishauptmann